# Sydöstra Atlantskogsreservatet
Sydöstra Atlantskogsreservatet är ett världsarv i delstaterna São Paulo och Paraná i Brasilien. Detta omfattar enorma områden i berg- och kustområden. Världsarvsreservatet omfattar 25 skyddade naturområden (nationalparker, statsparker, vildmarkszoner, ekologiska områden) med en areal på totalt 4 681,93 km². Däutöver finns en buffertzon på hala 12 235,57 km².
Följande områden utgör tillsammans Sydöstra Atlantskogsreservatet

## Federala nationalparker och reservat
- Ilhas oceânicas vildmarkszon - 93 ha
- Mangues vildmarkszon - 11 070 ha
- Superagüi nationalpark - 37 000 ha
- Serra do Itapitangui (e Mandira) vildmarkszon - 3 437 ha
- Serras de Arrepiado e Tombador vidmarkszon - 5 125 ha
- Serras do Cordeiro, Paratiu, Itapuã e Itinga vildmarkszon - 5 000 ha

## Statliga parker och reservat i São Paulo
- Alto Ribeira statliga turistpark - 35 884 ha
- Carlos Botelho statspark - 37 644 ha
- Chauás ekologiska område - 2 699 ha
- Guaraguaçu ekologiska område - 1 150 ha
- Guarequeçaba ekologiska område - 13 638 ha
- Ilha do Cardoso statspark - 22 500 ha
- Ilha do Mel ekologiska område - 2 241 ha
- Intervales statspark - 42 926 ha
- Jacupiranga statspark - 119 000 ha
- Juréira-Itains ekologiska område - 79 270 ha
- Lauraceas statspark - 27 524 ha
- Pariquera-Abaxio statspark - 2 360 ha
- Pico do Marumbi statspark - 2 342 ha
- Xituê ekologiska område - 3 095 ha

### Statliga parker och reservat i Paraná
- Ilha Comprida vildmarkszon - 30 817 ha
- Roberto E. Lange turistliga skyddszon och statspark - 2 698 ha
- Pau Oco turistliga skyddszon och statspark - 905 ha
- Salto Morato privata reservat och naturskyddsområde - 1 716
- Serra da Graciosa turistliga skyddszon och statspark - 1 189 ha